# Ithaca (Wisconsin)
Ithaca – miasto w Stanach Zjednoczonych, w stanie Wisconsin, w hrabstwie Richland.